# Adam@home
Az Adam@home egy képsor, melynek alkotója Brian Basset. A képsor első megjelenése 1984-ben volt. A címszereplő, Adam Newman (a magyar változatban Novák Ádám) otthon dolgozó apuka, aki családja áldott és átkos „támogatása” mellett próbálja karrierjét egyengetni. A képsor humora leginkább a munkaközpontú Dilbert humorára hasonlít, kihangsúlyozva az otthoni munka hátulütőit.
Eredetileg a képsorban nem Ádám otthoni munkája volt a középpontban. A váltás akkor következett be, mikor maga Basset is otthon kezdett dolgozni. A címet is ekkor változtatta meg Adam at Home-ra (Adam at Home, vagyis magyarul Ádám otthon).
2009. február 23-tól a képsor rajzolását a Big Top egykori rajzolója, Rob Harrell vette át.
A képsor Magyarországon a Metro újság hasábjain volt olvasható.

## Szereplők
Novák Ádám (eredetileg Adam Newman): Novák Ádám az otthon dolgozó, kávéfüggő apa. Saját vállalkozásában dolgozik és a telefon valamint a számítógépe segítségével nyújt tanácsadást az otthonról való munkavégzésről. Ádám gondoskodik a gyerekekről, mivel felesége rendes munkaidőben vállalt munkát. Ha mégsem otthon ül, akkor kedvenc kávézójában a laptopja segítségével tartja a kapcsolatot az ügyfeleivel.
Novák Laura (eredetileg Laura Newman): Ádám felesége, aki egy könyvesboltban dolgozik. Ádám számára valóságos megváltást jelent mikor Laura a munka után megérkezik, mivel így végre megszabadulhat a gyerekektől.
Novák Marci és Novák Kati (eredetileg Clayton és Katy Newman): Ádám és Laura általános iskolás gyerekei. A tipikus testvérek. Marci nagy örömöt lel benne ha kínozhatja húgát, és ez a másik irányban is igaz. Ennél már csak azt szeretik jobban, ha apjukat nyaggathatják.
Novák Norbi (eredetileg Nick Newman): Ádám és Laura kisbabája. Örökmozgó gyerek, aki egyben Ádám támasza is munkája során. Sok esetben a papírnehezék szerepét látja el apja otthoni irodájában.